# Tachyon dans la culture populaire
Pour un article plus général, voir Tachyon.

Animation d'un tachyon.

Les tachyons sont des particules hypothétiques souvent abordées dans la fiction et la culture populaire, servant généralement d'unobtainium.
Les tachyons sont généralement utilisés pour établir des communications voyageant plus rapidement que la vitesse de la lumière, avec ou sans violation de la causalité. Ainsi, dans la série télévisée Babylon 5, les tachyons servent à établir des communications en temps réel sur de longues distances. Dans Un paysage du temps de Gregory Benford, ils servent à envoyer un message dans le passé. Il en va de même dans le film d'horreur Prince des ténèbres, où les tachyons sont utilisés pour envoyer des messages dans le passé pour avertir les personnages d'une catastrophe imminente. Dans le même ordre d'idées, un champ de tachyons est utilisé pour cacher le futur au Dr Manhattan dans Watchmen.
D'autres œuvres font intervenir les tachyons sans employer leurs propriétés supraluminiques. Dans l'univers de Star Trek, ils sont souvent mentionnés comme l'unique résidu des objets rendus a priori invisibles et indétectables par un champ d'occultation. Dans Space Battleship Yamato, ils sont une source d'énergie et d'armement, tout comme dans les jeux Master of Orion et Eve Online.

## Historique
Les premières mentions des tachyons dans des œuvres de science-fiction remontent au moins à 1974, alors qu'il est abordé dans La Guerre éternelle de Joe Haldeman.

## Romans et nouvelles
Les tachyons sont souvent utilisés pour justifier les voyages ou transmissions supraluminiques.
- Hypérion de Dan Simmons
- Fondation foudroyée d'Isaac Asimov
- Un paysage du temps de Gregory Benford[1]
- La Guerre éternelle de Joe Haldeman
- Les Thanatonautes de Bernard Werber
  - Les tachyons sont évoqués comme ce qui pourrait être dans le champ de conscience. La théorie suivante est amenée : « les tachyons composent la matière de l'âme. »
- Étoile après étoile de Troy Denning, roman de l'univers étendu de Star Wars
- Dans les derniers volumes du cycle de Dune (Les Chasseurs de Dune, Le Triomphe de Dune), les machines pensantes utilisent un « filet à tachyons » pour capturer l'Ithaca.
- Flashforward de Robert J. Sawyer
- Les Petits Dieux de Terry Pratchett
- La Tour de verre de Robert Silverberg
- Le Vieil Homme et la Guerre de John Scalzi
- Le Secret des étoiles sombres de Anton Parks
- Time Riders de Alex Scarrow

## Cinéma et télévision
- Les tachyons sont souvent mentionnés dans l'univers de Star Trek comme l'unique résidu des objets rendus a priori invisibles et indétectables par un champ d'occultation.
- Les tachyons sont évoqués dans l'épisode Aux frontières du jamais de la série X-Files (saison 4, épisode 19)[1].
- Dans K-Pax, un film américain de Iain Softley, le tachyon est un moyen de transport pour se véhiculer d'une planète à une autre.
- Dans Babylon 5, les tachyons servent à transmettre des informations à travers l'espace de façon quasi instantanée ; dans un épisode de la première saison, ils sont responsables d'une brèche dans l'espace-temps permettant aux héros de remonter dans le temps.
- Dans la série Journeyman, le héros cherche des informations sur les tachyons car il pense qu'il s'agit de ce qui le fait voyager dans le temps.
- Dans le film Prince des ténèbres (Prince of darkness) de John Carpenter, les personnages font des rêves étranges, l'un d'eux émet la théorie que cela pourrait provenir de messages (signaux vidéo) envoyés depuis le futur grâce aux particules tachyons qui remonteraient le temps[1].
- Dans la série Au-delà du réel, l'épisode D'un monde à l'autre parle d'un fœtus irradié nommé SRI28 produisant des tachyons et permettant les voyages dans le temps.
- Dans la série Eureka, un accélérateur de tachyon est utilisé dans plusieurs épisodes avec des effets sur le continuum espace temps.
- Dans Watchmen : Les Gardiens, un accident nucléaire transforme un homme en super-héros capable de voir l'avenir en réceptionnant des tachyons venant du futur.
- Dans Flashforward, une impulsion de neutrinos, nécessaire à la reproduction des conditions de l'événement au centre de l'intrigue (le « black-out »), est anticipée à l'aide d'un émetteur de tachyons. D'ailleurs, le black-out aurait été causé par une recherche sur de la matière noire tachyonique.
- Dans Fringe, (Peter Weller) saison 2 épisode 17 : Alister Peck, astrophysicien professeur au MIT durant 6 ans, se réapproprie théorie de la relativité selon Walter Bishop. Dans les formules trouvées dans l'appartement du Pr Peck, il est souvent fait référence aux tachyons. Ce dernier a trouvé une façon de voyager dans le temps afin d'éviter un accident qui a coûté la vie à sa compagne, Arlette Turling.
- Dans Godzilla : La Série, saison 1, épisode 8. Un vaisseau spatial émet des ondes par tachyons en guise d'appel de détresse.
- Dans la série Threshold : Premier Contact, épisode 13 : Le combat continue (Alienville). Les êtres humains modifiés d'Allenville construisent un « pulsar à tachyons », capable d'émettre une information à une vitesse plus rapide que la lumière, afin de pouvoir communiquer avec les extraterrestres situés à des milliers d'années lumière.
- Dans Wolverine : Le Combat de l'immortel, apparaît le Silver Samuraï, guerrier capable de générer un champ de tachyons.
- Dans Andromeda saison 4 - Épisode 17.
- Dans Le Monde (presque) perdu (2009), le Dr Rick Marshall (Will Ferrell) a inventé le Tachyon Amplifier supposé permettre d'amplifier un signal de tachyons.
- Dans Les Quatre Fantastiques et le Surfer d'argent, Reed Richards utilise un générateur de tachyons afin de déstabiliser le Silver Surfer et le séparer de sa planche.
- Dans la série Flash, les tachyons sont à la fois générés pour produire de la vitesse et du voyage dans le temps, et détectés à la suite d'autres événements extraordinaires[2]. Il y existe ainsi un outil appelé « prototype tachyon », qui permet d'accéder à la force veloce, donc d'avoir la capacité de courir beaucoup plus rapidement.
- Dans À la poursuite de demain, une tour à catalyseur d'énergie est capable de visionner le passé et le futur en maîtrisant les tachyons.
- Dans l'épisode L'avenir nous le dira de la série Castle (saison 6, épisode 5), un homme prétend venir de 2035, date à laquelle l'invention du générateur de tachyons a rendu possible le voyage dans le temps.

## Bande dessinée et assimilé
- Le roman graphique Watchmen d'Alan Moore, la vision du futur du Dr Manhattan est bloquée par un champ de tachyons.
- Dans X-Men, le champ de tachyons possède la propriété de trancher n'importe quelle matière à l'exception de l'adamantium. Le Samouraï d'argent peut (entre autres) générer un champ de tachyons.
- L'anime Blassreiter mentionne les tachyons au cours du dernier épisode, le numéro 24.
- Dans ABC Warriors, le « Tachyon Sacré » est une particule lumineuse qui prolonge la vie de ceux qu'elle éclaire.
- Dans l'univers DC, les tachyons sont utilisés par Hourman II et III.
- Dans les numéros 7 et 8 de Blue Beetle, des armes tachyoniques sont utilisées par Stopwatch et son assistant Short Timer.
- Dans le manga All You Need is Kill, les mimics, race extraterrestre, se servent de tachyons pour communiquer avec leurs congénères dans un passé très proche et les prévenir de l'issue d'une bataille.
- Dans le manga et la série animée Yu-Gi-Oh! Zexal, Mizael, un des sept empereurs de Barians, possède comme carte maîtresse le Numéro 107 Dragon Tachyon aux Yeux Galactiques ainsi que le Numéro C107 Néo Dragon Tachyon aux Yeux Galactiques.

## Jeux vidéo
- La production d'ondes tachyon est également à la base des voyages interstellaires dans le jeu vidéo Tachyon: The Fringe.
- Dans le jeu Ratchet and Clank : Opération Destruction, l'empereur Perceval Tachyon est l'ennemi principal du jeu.
- Dans le jeu de stratégie sur navigateur Impérion, un des moyens de défense des Terrans consiste à un émetteur de tachyons.
- Dans le jeu Eve Online, les tachyons sont un type de tourelle-laser longue portée, issu de la race Amarr.
- Dans le jeu Sid Meier's Alpha Centauri, les villes peuvent être fortifiées avec un champ de Tachyons.
- Dans le jeu Stellaris, l'une des armes les plus puissantes est un lanceur de tachyons.
- Dans le jeu Event Horizon[3], le « Tachyon Beam » est un type de laser ayant un effet instantané.

## Musique
- Takyon (Death Yon), du groupe de hip-hop expérimental Death Grips.
- Le Temps des Tachyons, chanson d'Hubert-Félix Thiéfaine. Elle figure sur l'album Il nous restera ça de Grand Corps Malade. Musique de Babx et Angelo Foley.